# Вулиця Леніна (Мінськ)

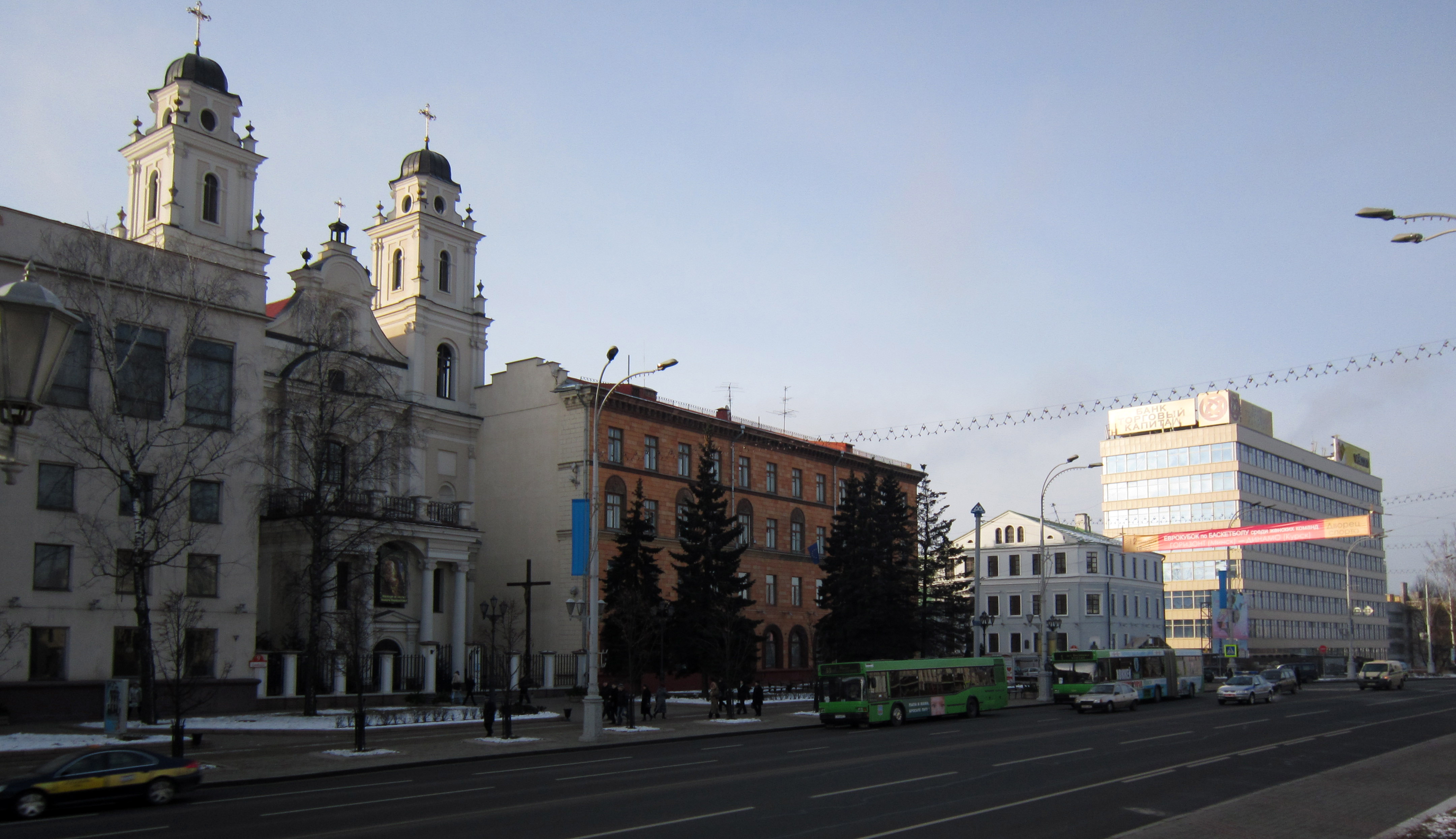
Вулиця Леніна на початковій ділянці (площа Свободи)

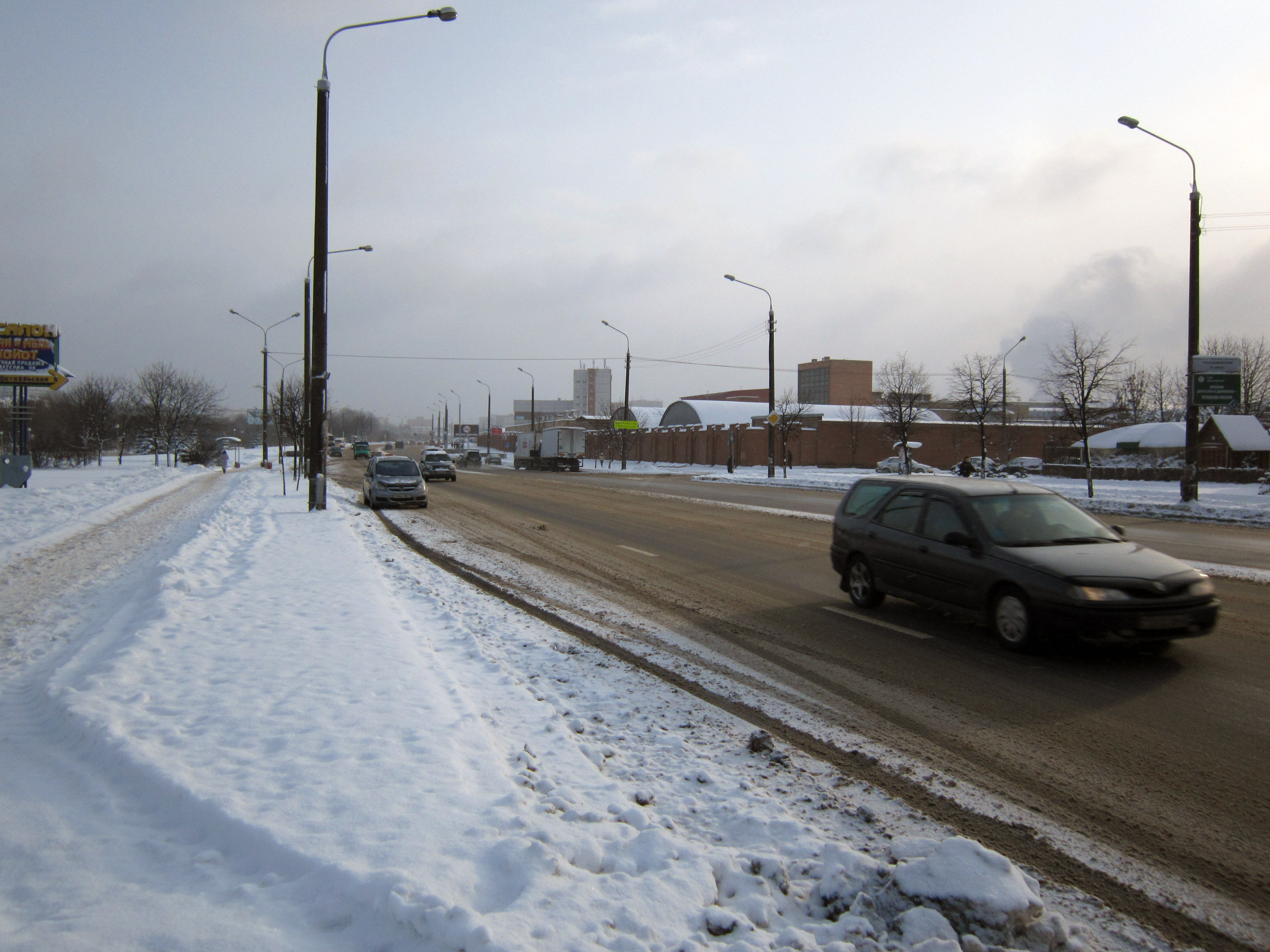
Нова частина вулиці Леніна та лікеро-горілчаний завод «Кристал»

Вулиця Леніна (біл. Вуліца Леніна) — вулиця в центральній частині Мінська, одна з найбільш завантажених у місті.

## Загальні відомості
Раніше називалася Францисканською (XVII—XIX ст.), Губернаторською (XIX ст. — 1919), Карла Маркса (1919-22), Ленінською (1922-45), з 1945 року — вулиця Леніна. Довжина близько 2,5 км, раніше протяжність становила 950 метрів (до вулиці Уллянівської). Нумерація будинків — від площі Свободи. Забудовувалася з XVI століття, але практично всі сучасні будівлі — перших повоєнних років. У 1948-50 роках в центральній частині вулиці влаштований бульвар.
Проходить від площі Свободи як продовження проспекту Переможців на південний схід. Перетинає Революційну та Інтернаціональну вулиці на площі Свободи, потім — проспект Незалежності, вулицю Карла Маркса, вулицю Кірова, вулицю Ульянівську, вулицю Смоленську, і закінчується розв'язкою з Партизанським проспектом і вулицею Аранською. Продовження — вулиця Тростянецка.
На різних ділянках вулиця має від однієї до трьох смуг в кожну сторону. До 1980-х років вулиця завершувалася перетином з вулицею Ульяновською, згодом був побудований міст через Свіслоч і продовження вулиці, що дозволило зв'язати центр міста з Партизанським проспектом. До початку 2000-х у кінці вулиці діяли однорівневий залізничний переїзд із жвавим Оршанским (Московським) напрямком БЖД та перехрестя з Партизанським проспектом. В даний час побудовані залізничний міст і дворівнева автомобільна розв'язка.
Післявоєнна забудова вулиці, за винятком корпусів 3-ї міської лікарні. Будинку 4, 5, 6 і 8 побудовані у 1952-56 роках (арх. Р. Заборський), будинок 18 в 1949-51 роках (арх. А. Брегман, Н. Дроздов, Р. Заборський, Ст. Король, Ст. Вараксин).

## Адреси
На вулиці розташовані:
- Національний художній музей Республіки Білорусь (арх. М. Бакланів, 1957)[4];
- Міністерство закордонних справ Республіки Білорусь (колишній міськком КПБ; арх. Л. Левін, Ю. Градов, С. Тылевич, 1979)[5];
- 3-я міська клінічна лікарня ім. Клумова[6].

На початку XX століття на вулиці розташовувалися такі відомі будівлі:
- Дім По́ляка[8]. В будівлі розміщувались: готель "Європа" (один з найбільших на той час на території сучасної Білорусі; зараз на старому місці відкрито готель з аналогічною назвою), мінське відділення Віленського комерційного банку, бібліотека й книгарня В.Фрумкіна, магазин А.М.Левіна;
- Майстерня каучукових й металевих штемпелей И. З. Ізакова[9];
- Фірмовий магазин А. Г. Гурвича, ювелірний магазин М. Я. Ізгура[10];
- Міська управа й дума. Там же розташований магазин канцтоварів і галантереї І. Х. Шапіро[11];
- Технічна контора С. А. Анцелиовича. Там же розташувався магазин тканини Н. А. Воронкова[12];
- Магазин хозтоварів, велосипедів, мотоциклів та зброї Малявського, меблевий магазин Годера, книжковий магазин Є. Френкеля, готель «Швейцарія» на 18 номерів[13];
- Мінське лісопромислове товариствовзаємного займа, універсальний магазин братів К. и Н. Борщ и Я. Лившиця, магазин взуття А. С. Наймана, спецмайстерня дамських уборів Є. Малиновскої Й майстерня жіночого верхнього одягу Г. З. Фішкіна[14];
- Готель «Московський» на 14 номерів[15];
- Магазини Т. З. Кац й Б. З. Полякова[16];
- Спецсклад-магазин И. Л. Лимоне[17];
- Магазин англійських тканин[18];
- Дом Раковщиков, типографія И. Каплана, магазин Я. І. Гаушко[19];
- Типографія И. и В. Тасьман. Там же — банківська контора купців 1-ї гільдії М. Є. Поляка й Є. Б. Вейсбрема, а також редакції газет «Мінське ехо»  й «Мінський голос» та палітурна майстерня Биндлера[20];
- Чоловіча урядова гімназія, де вчилися, зокрема, білоруськ іписьменники й поети Янка Лучина й Ядвигин Ш.[21];
- Редакція газети «Голос провінції»[22];
- Магазин хозтоварів А. І. Когана. Там же розташований готель «Старо-Берлін» на 19 номерів[23];
- Редакція газеты «Северо-Западный край». Там же розташованийц Московський готель на 30 номерів и Константинопольска кондитерська[24];
- Готель «Гранд Отель» на 8 номерів[25];
- Типографія Х. Я. Дворжеца, де було здавна декілька творів В. Дуніна-Марцинкевича и В. Сирокомлі. Там же розташована редакція газети «Мінська газета-копійка» и кав'ярня М. І. Яковлева[26];
- Поштово-телеграфна контора й телефонна станція. Там же розташована поштово-телеграфна амбулаторія[27];
- Редакція газет «Минская речь» («Минское слово»)[28];
- Єврейська лікарня (зараз там розміщені корпуси 3-ї міської клінічної лікарні ім. Клумова) [29].